# Verhoogde spoorlijn

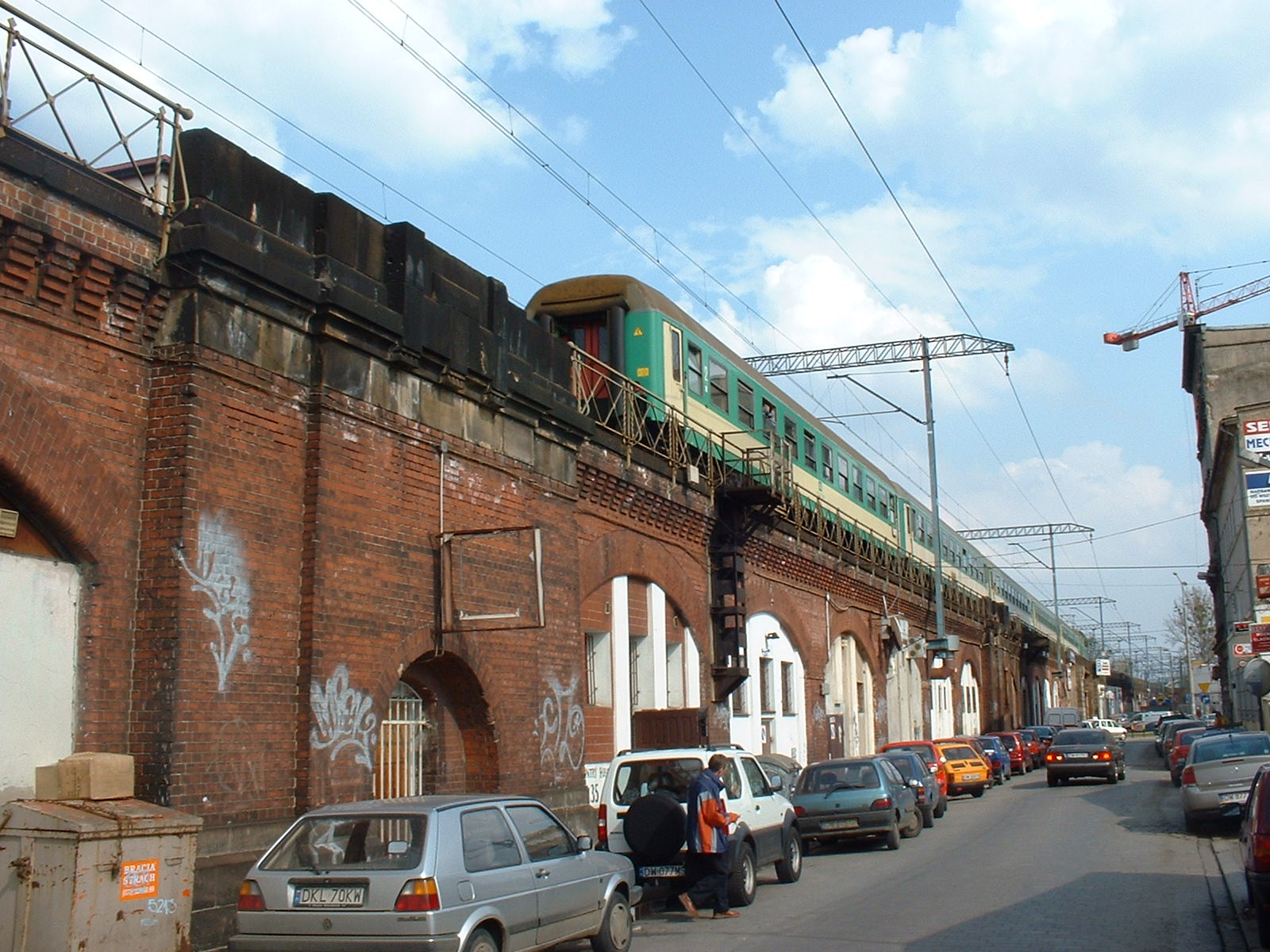
Een verhoogde spoorlijn in Wrocław met daaronder bedrijfsruimten

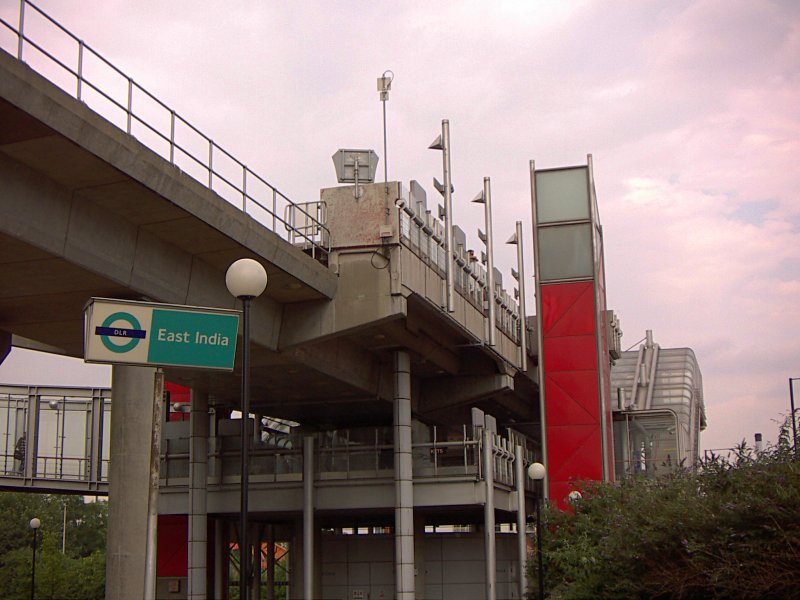
Het station East India Docks van de DLR te Londen is een betonnen constructie.

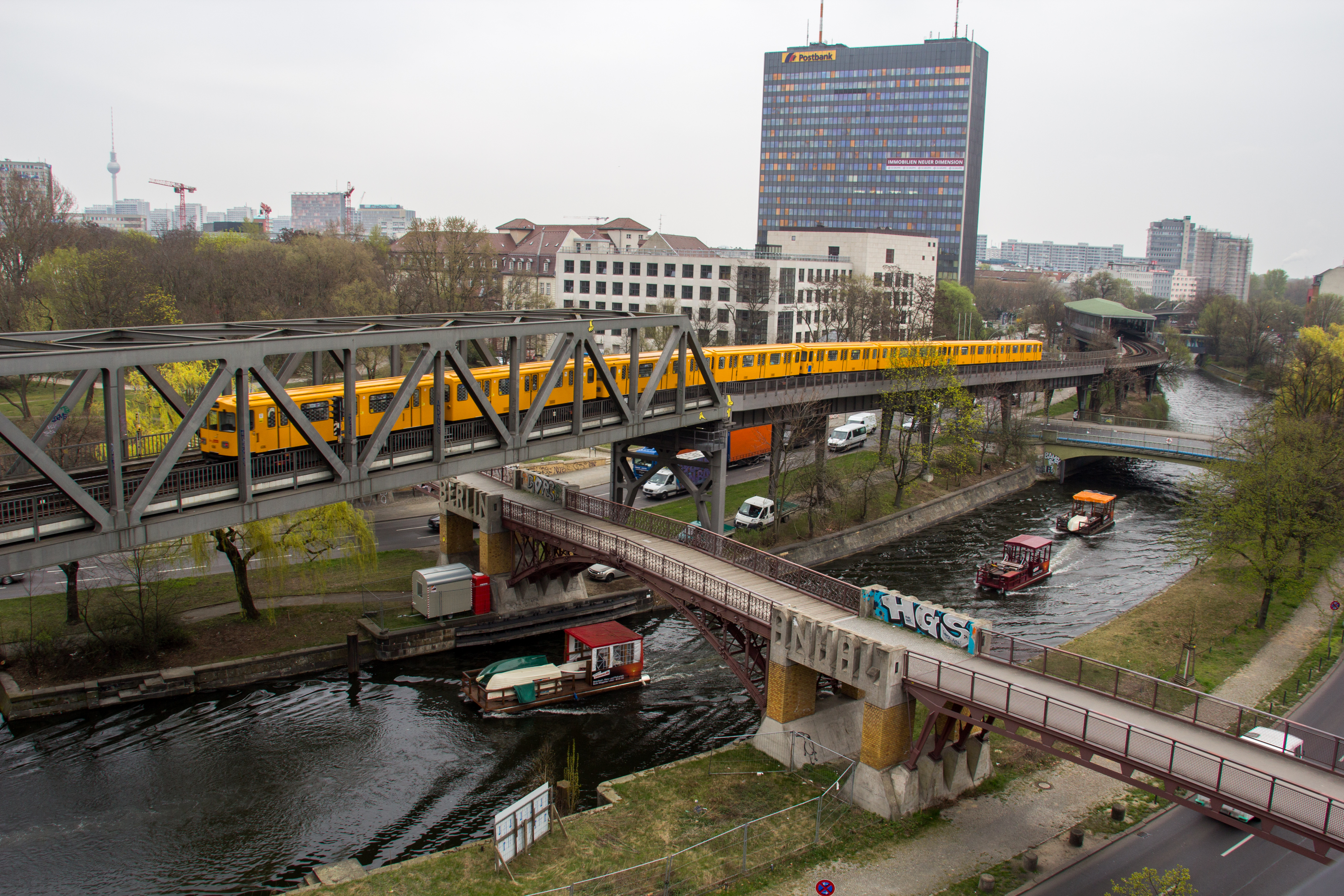
Luchtpoor van staal in Berlijn

Een verhoogde spoorlijn (ook wel luchtspoor bij gebruik van viaducten) is een civieltechnisch kunstwerk waarmee een spoorlijn op hoogte boven het maaiveld wordt gebracht. Deze verhoging van het spoor is daarbij meer dan die technisch noodzakelijk is vanuit het oogpunt van draagkracht van de ondergrond. Meestal wordt een verhoogde spoorlijn gebruikt om andere infrastructuur, zoals wegen, te kruisen. In de aanloop naar een brug of tussen twee bruggen over andere infrastructuur heen moet een spoorlijn ook vaak verhoogd aangelegd worden. 
Oorspronkelijk werd het luchtspoor gebruikt om een spoorweg aan te leggen te midden van bestaande bebouwing. Verhoogde spoorlijnen waren zo een populaire methode om openbaar vervoer te bouwen aan het einde van de negentiende eeuw en het begin van de twintigste eeuw maar tegenwoordig worden ze minder vaak toegepast. Wel komen ze veel voor in regio's met een minder vlakke ondergrond met veel heuvels en waterwegen.

## Constructie
Een aardebaan is de goedkoopste en eenvoudigste methode om een spoorlijn boven maaiveld te bouwen. Hierbij moeten viaducten gebouwd worden bij de kruising met een weg of een brug bij de kruising met een wateroppervlak. Het nadeel van de aardebaan is dat deze aan de voet zeer breed is en daardoor veel ruimte in beslag neemt. Hierdoor is de methode niet geschikt voor gebruik op plaatsen waar ruimte schaars is.
Verhoogde spoorlijnen in grote steden zijn dan ook vaak gebouwd als een heel lang viaduct. Tot halverwege de twintigste eeuw werd vooral metselwerk of staal toegepast. Later werd vaker beton toegepast. Deze constructies zijn relatief duur maar nemen minder ruimte in beslag. Onder de viaducten kunnen bijvoorbeeld wegen lopen maar ook kunnen bedrijfsruimten gebouwd worden door de viaducten aan de zijkanten dicht te maken. Deze techniek werd vooral in Engeland toegepast bij viaducten van metselwerk.

## Nederland
In Nederland is een bekend voorbeeld het voormalige Luchtspoor in Rotterdam vanaf het station Hofplein naar de oever van de Maas. Deze verhoogde spoorlijn met een lengte van 2,2 kilometer werd in 1877 geopend. De lijn was als een lang viaduct aangelegd omdat de volle binnenstad met veel wegen gekruist moest worden en er op maaiveldniveau geen ruimte was. Delft kende decennia lang een eigen variant. Beide werken zijn vervangen door spoortunnels.

### Metro en semimetro
Zowel de metronetwerken van Amsterdam en Rotterdam als de semimetro in Den Haag hebben trajecten op een verhoogde baan. Bij elk van de drie vormden ze een deel van het eerst geopende traject.

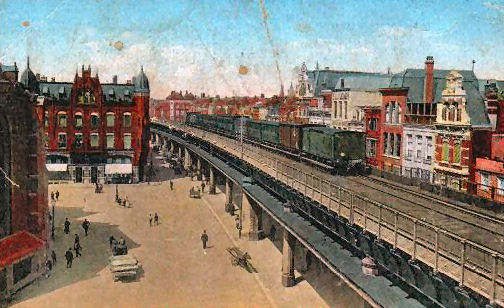
Het voormalige Luchtspoor in Rotterdam
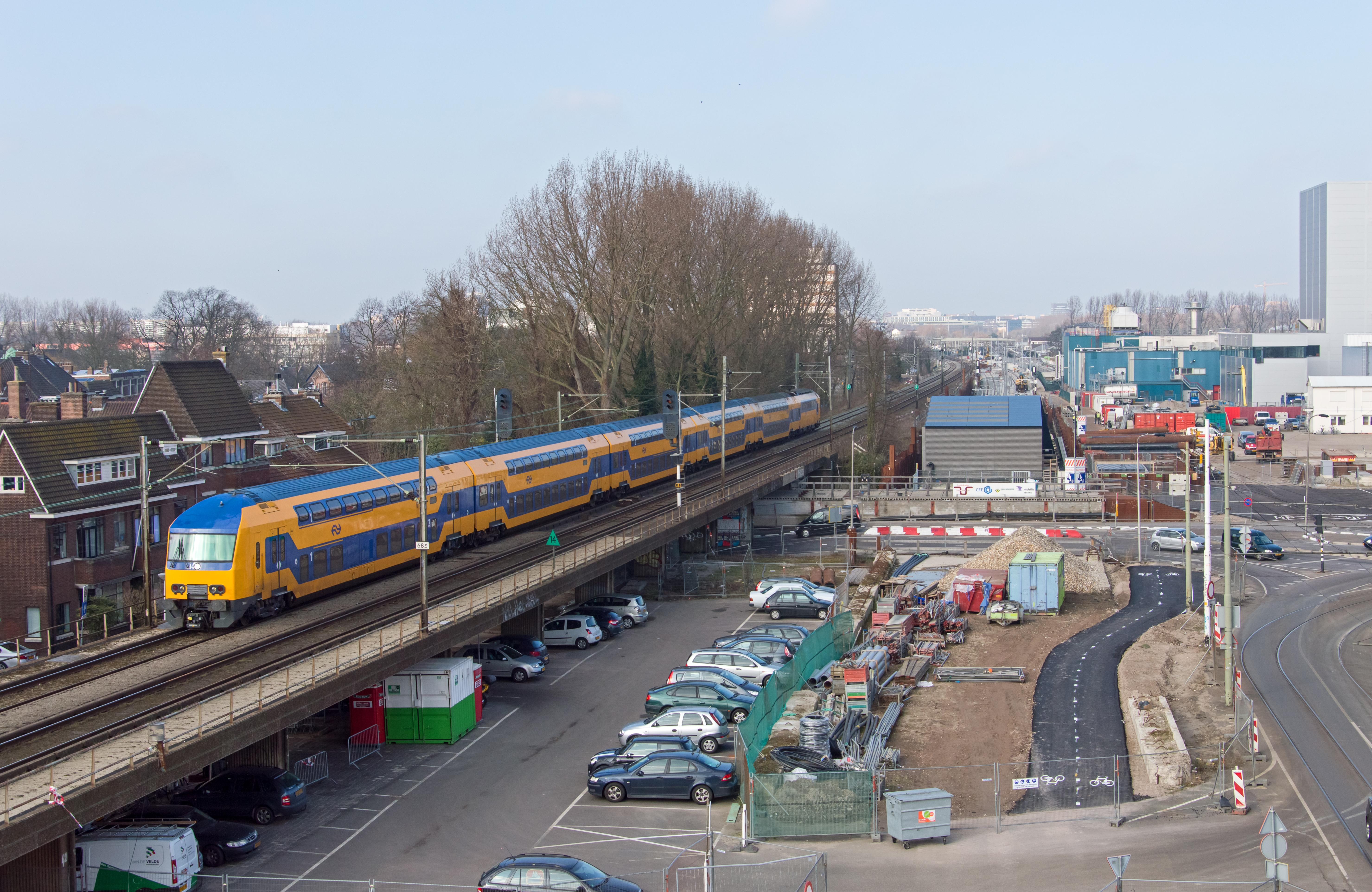
Het voormalige spoorviaduct van Delft
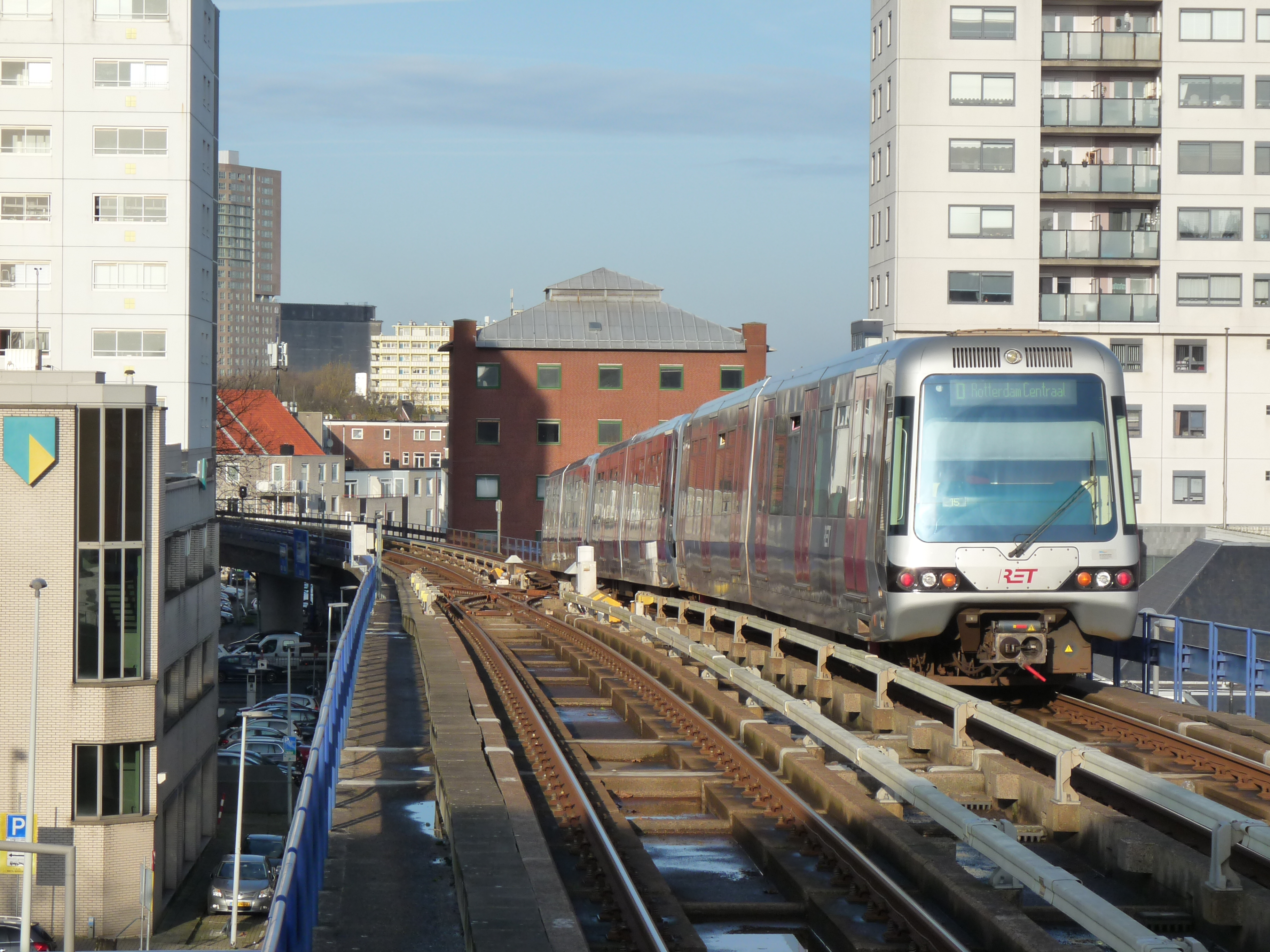
Metroviaduct in Rotterdam gezien vanaf station Zuidplein
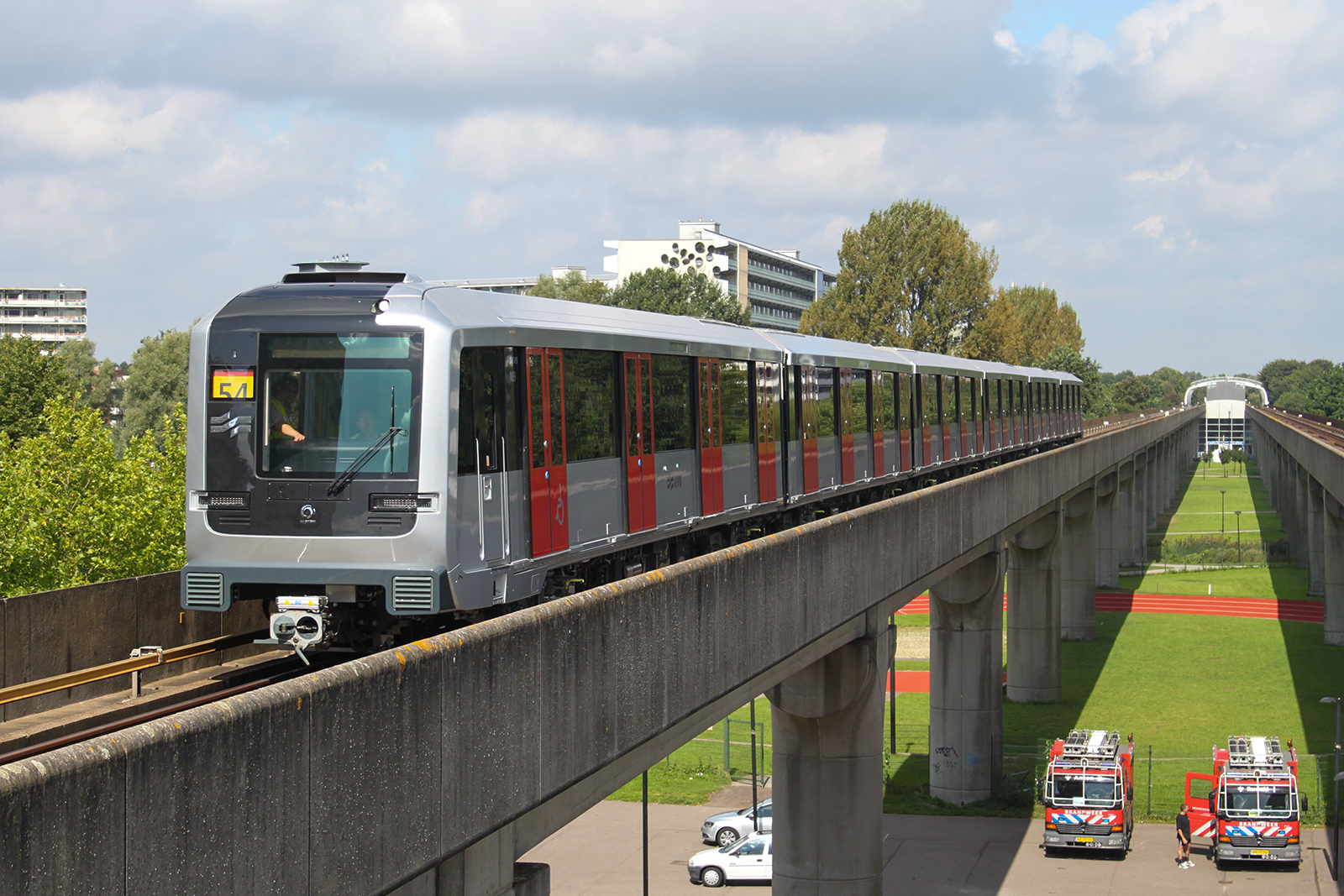
Metroviaduct in de Amsterdamse Bijlmermeer
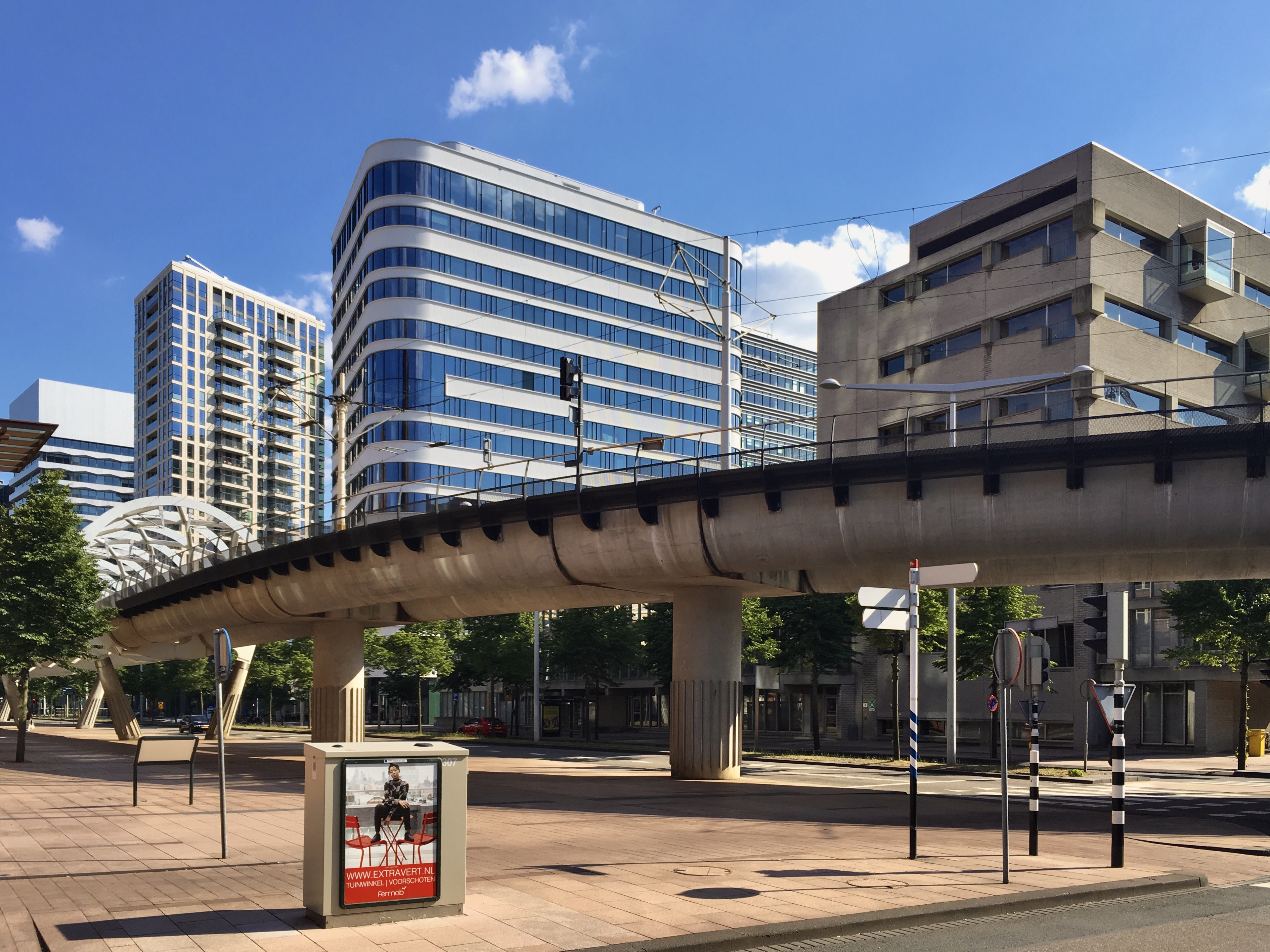
Lightrailviaduct in het Haagse Beatrixkwartier

## België

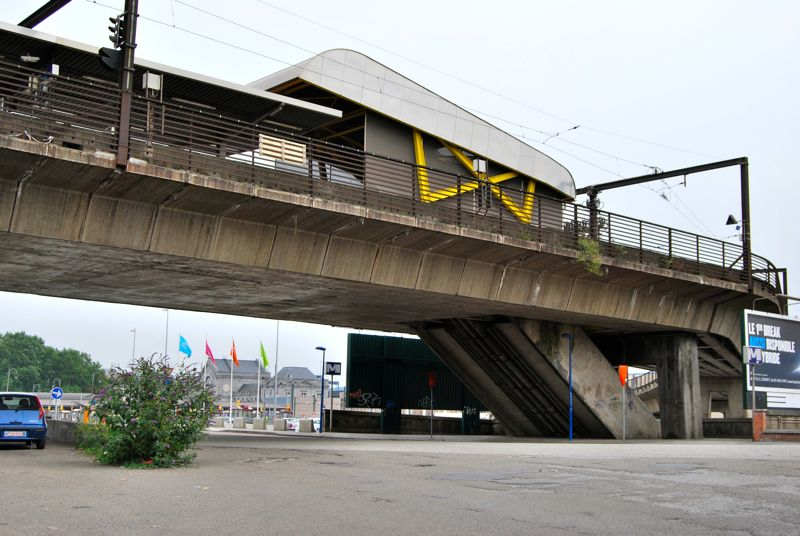
Station Villette in Charleroi

In België heeft het lightrail-netwerk van Charleroi, de MLC enkele viaducten, sommige met een stationsgebouw. De meeste van deze stations zijn te vinden op de lijn naar Anderlues, maar ook enkele op de zogenaamde centrale ring. Ook Antwerpen kent een (deels) gemetselde verhoogde spoorlijn, die vanaf het Centraal Station naar het zuiden loopt. Ter hoogte van station Mechelen loopt de zogenaamde bypass van spoorlijn 25N op een viaduct.

## Andere landen
Met name in de Verenigde Staten werden veel verhoogde spoorlijnen aangelegd in de snel groeiende steden rond het begin van de twintigste eeuw. Nog bestaande delen luchtspoor uit diezelfde periode zijn te vinden in de metrosystemen van Hamburg, Berlijn en Parijs. In Berlijn gebeurde dat om kosten te sparen, in Parijs eerder vanwege hoogteverschillen. De Stadtbahn-netten van Keulen en vooral Duisburg kregen in de jaren 1970 viaducten met enkele stations. Vanaf het einde van de twintigste eeuw is de focus met name naar Azië verschoven.

### Opleving
Aan het einde van de twintigste eeuw herleefde de bouw van de verhoogde spoorlijn op verschillende plaatsen op de wereld. Zo werden de Docklands Light Railway en de Skytrain – zowel in Bangkok als in Vancouver – in gebruik genomen. Ook de eerste lijn van de Metro van Taipei – die in 1996 werd geopend – is boven het bestaande stratenpatroon aangelegd.
Ook in de Verenigde staten leefde de bouw van verhoogde spoorlijnen op met bijvoorbeeld Metrorail in Miami New York's AirTrain JFK en de Las Vegas Monorail, maar deze bouwwerken worden vooral gezien als futuristisch en niet zo zeer een trend in de bouw van vervoernetwerken. Bij nieuwe lightrailnetwerken en -lijnen wordt wel gebruik gemaakt van verhoogde infrastructuur zoals onder meer bij het net van Seattle, Portland en van Edmonton in Canada, maar ook dat van Addis Ababa.

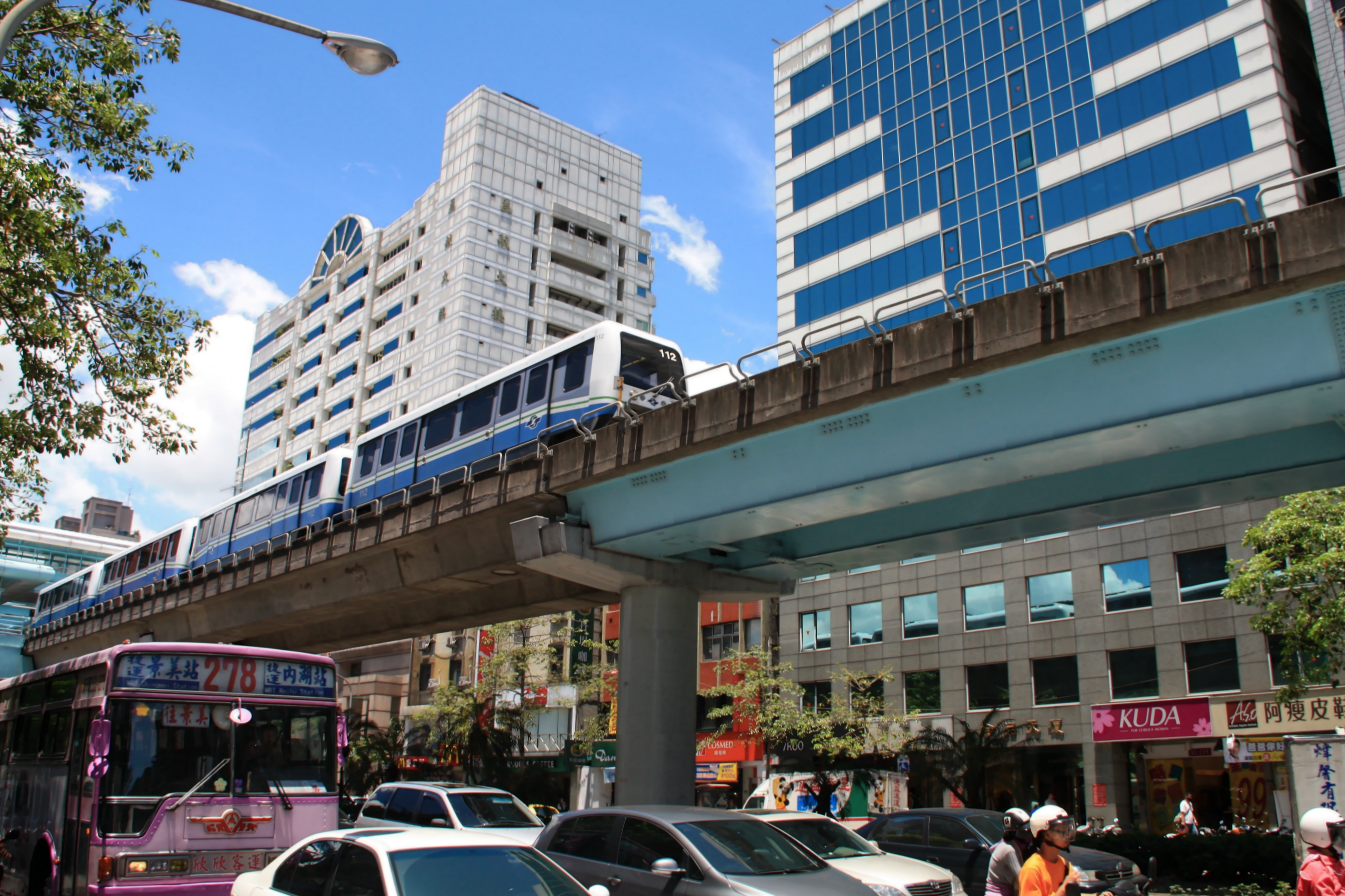
Luchtspoor in Taipei.
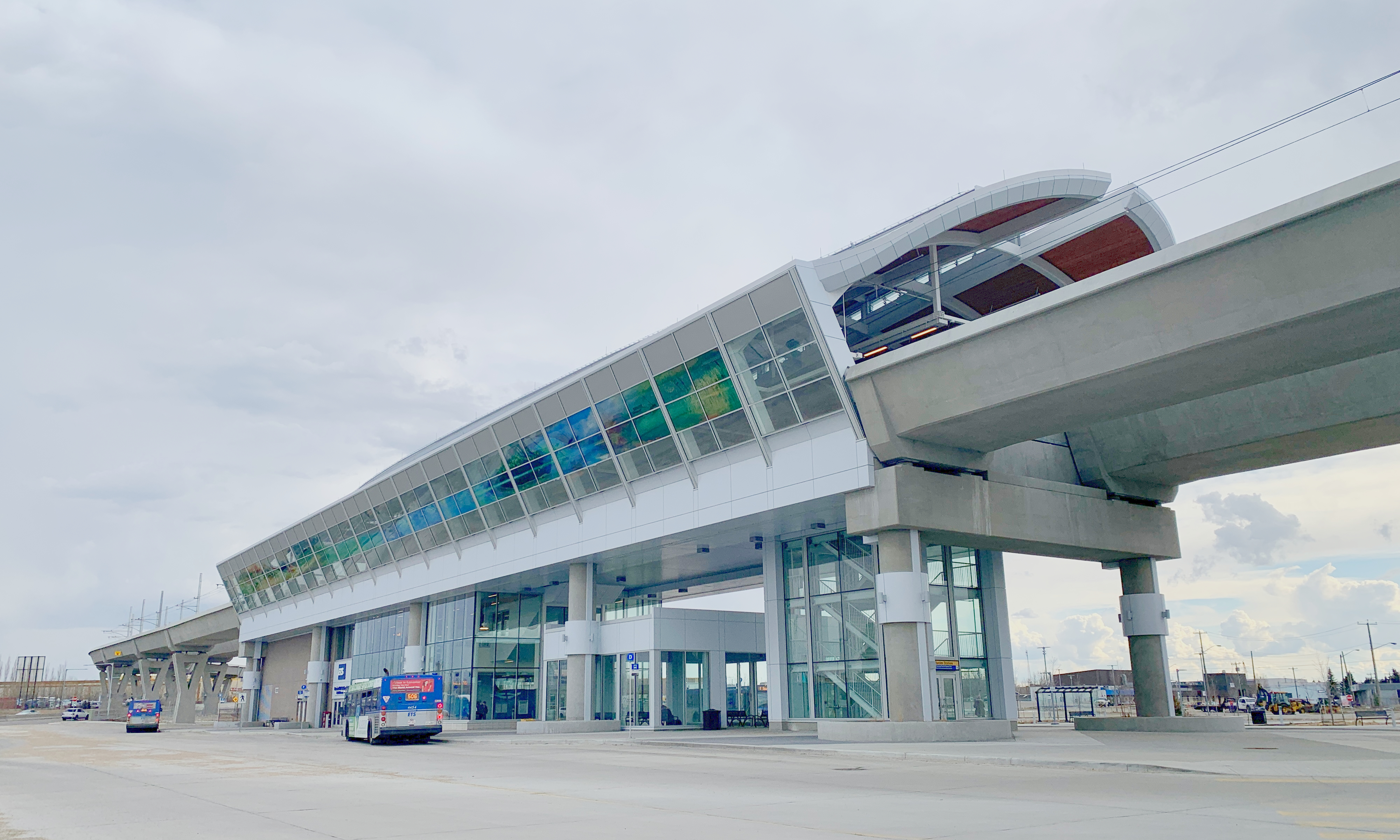
Luchtspoor in de regio Edmonton.
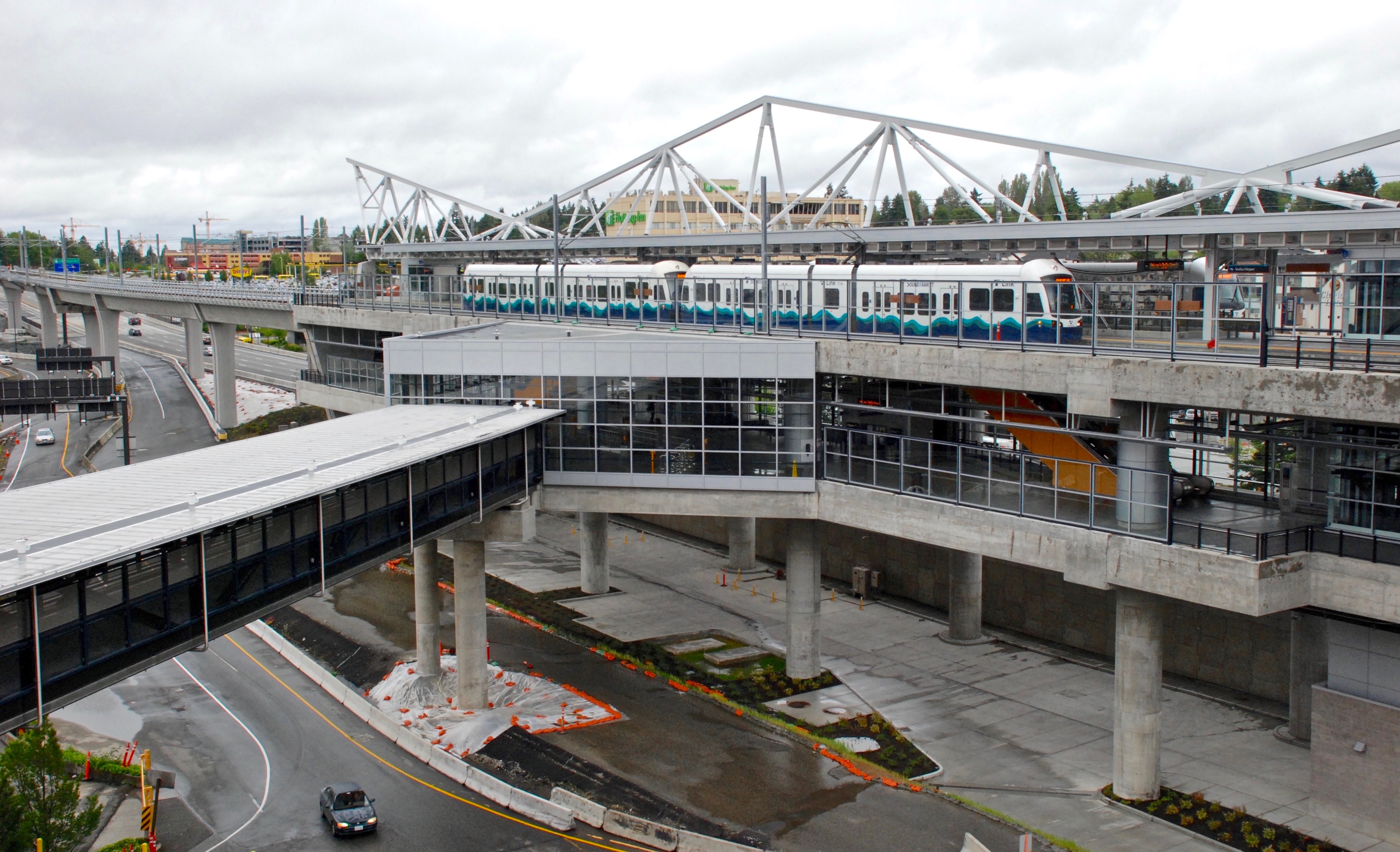
Luchtspoor in de regio Seattle.
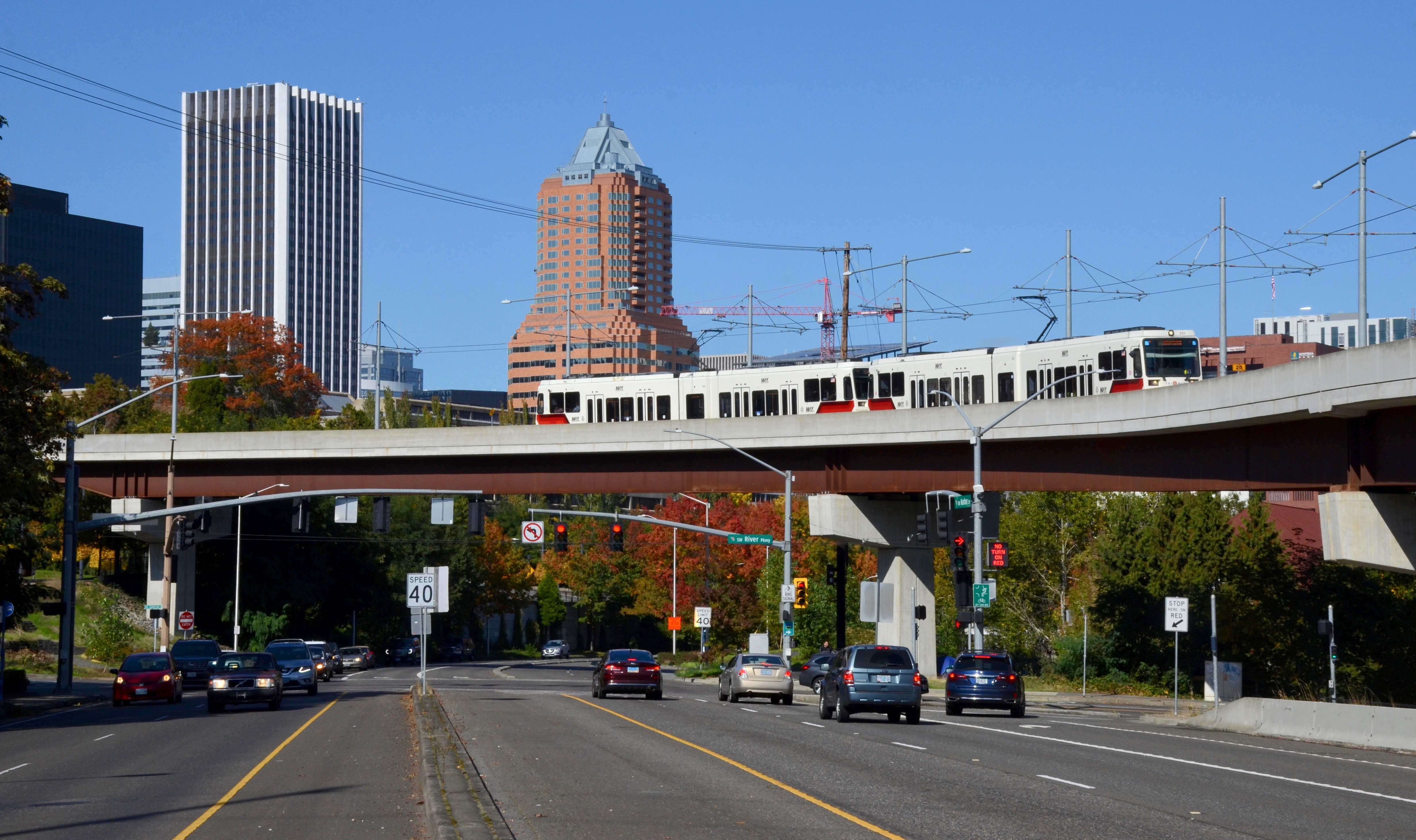
Luchtspoor in Portland
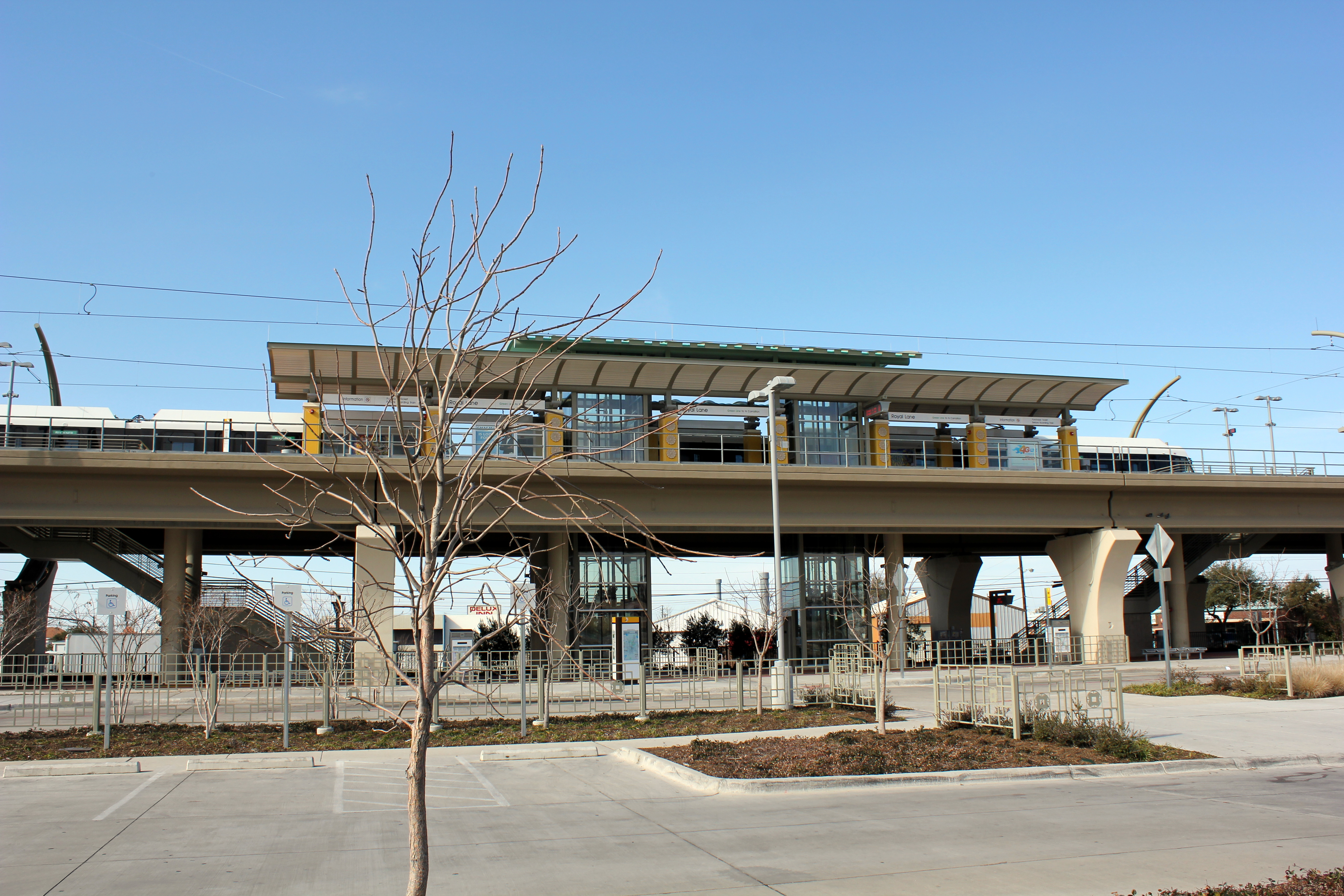
Luchtspoor in Dallas
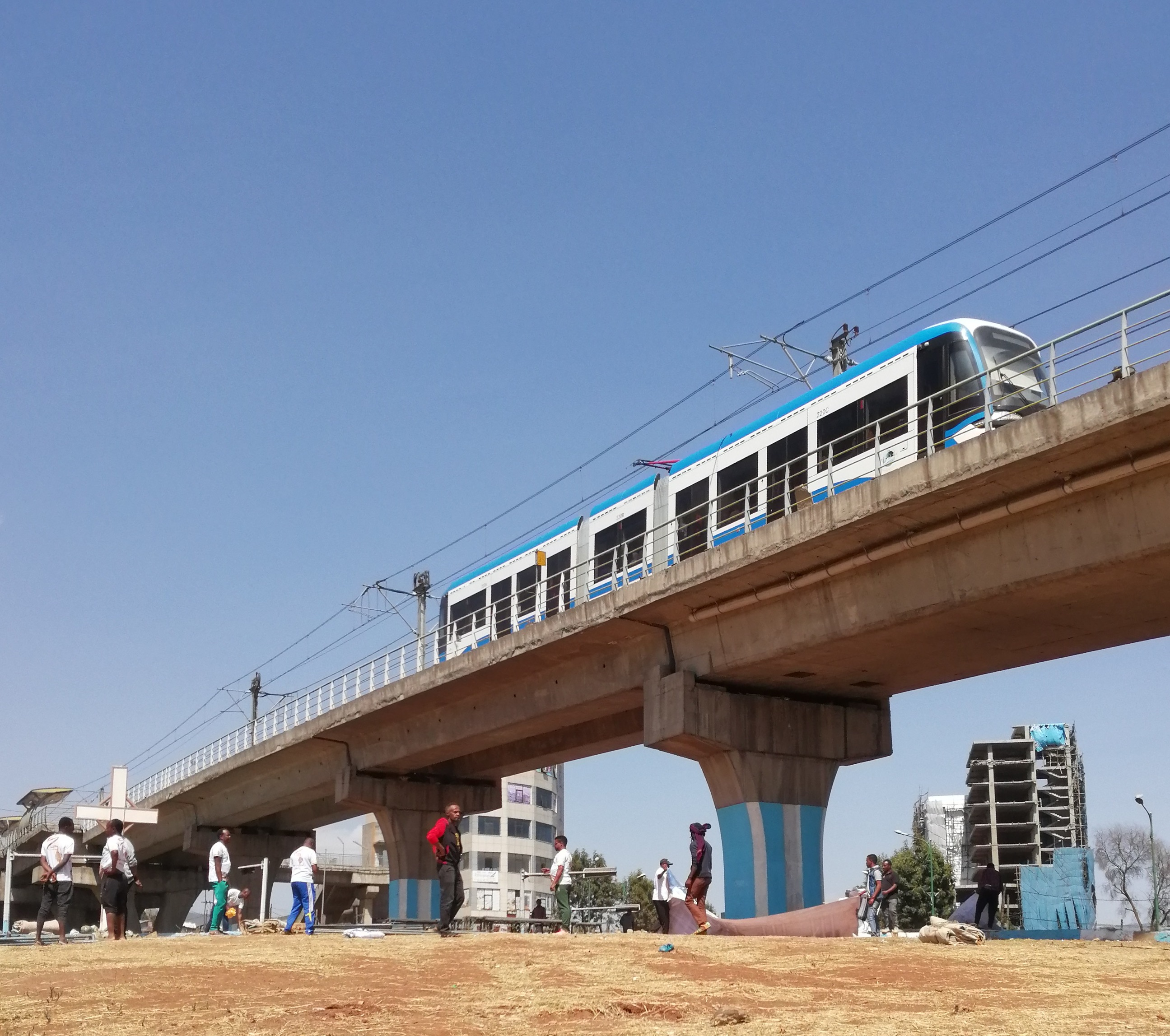
Luchtspoor in Addis Ababa

### Chicago
Het netwerk van de Chicago 'L' (L staat voor elevated train) bestaat voor een groot deel uit verhoogde lijnen, die op Loop (Chicago)|viaducten boven de straten van de stad lopen. 
Het eerste deel van het systeem, later onderdeel van de bovengrondse Loop (lus) door het stadscentrum, werd in 1892 geopend. 

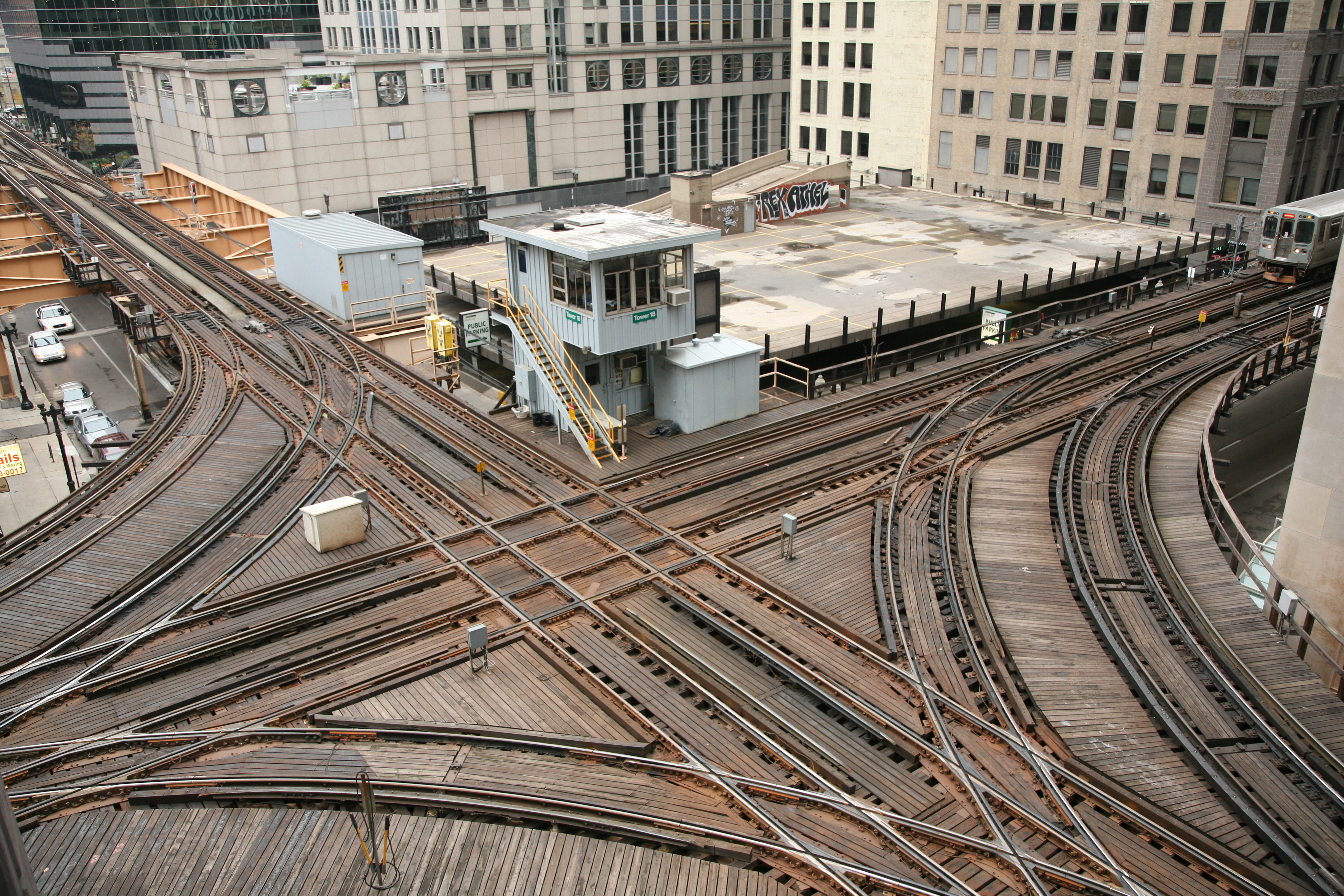
De kruising boven straatniveau in de noordwesthoek van de loop
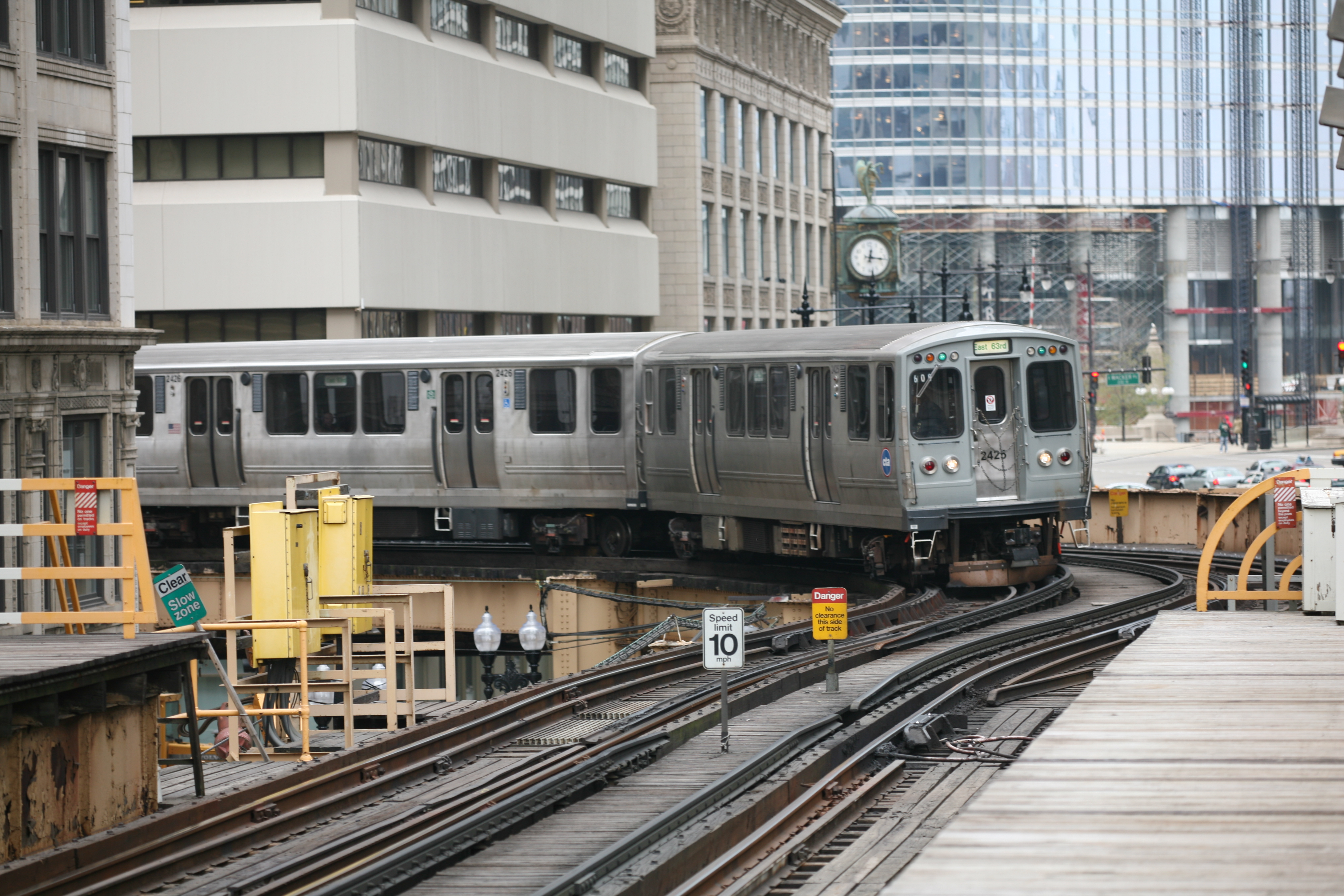
De loop op de hoek van Lake Street en Wabash Avenue
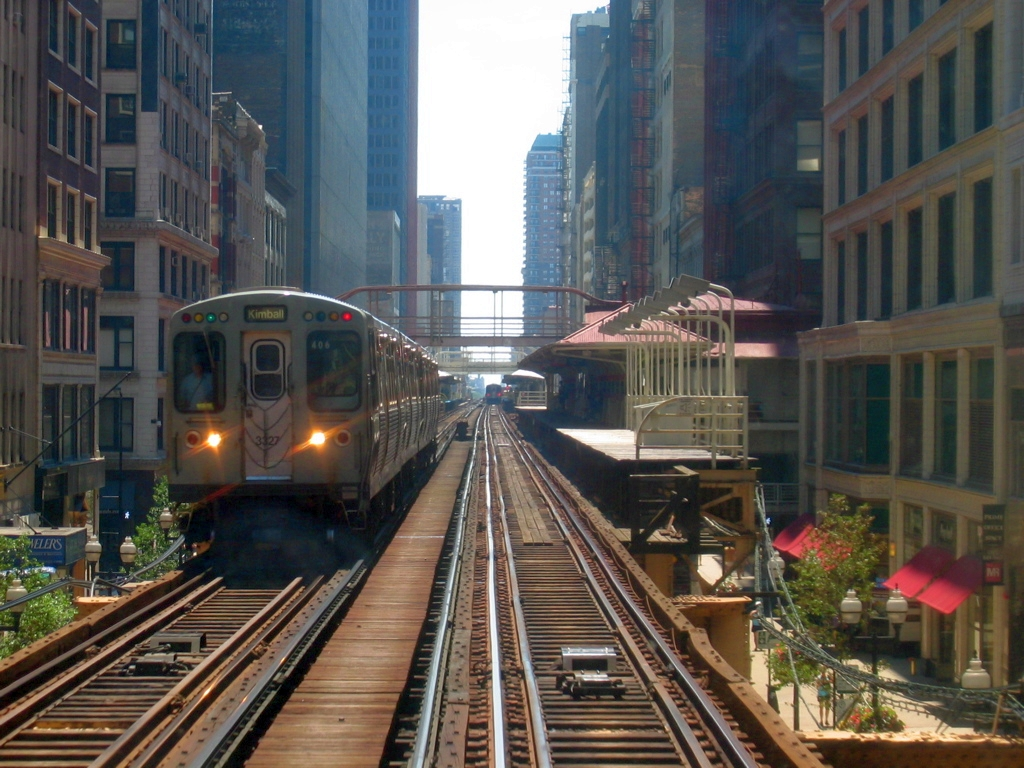
Een trein op de Brown Line op het station Madison/Wabash
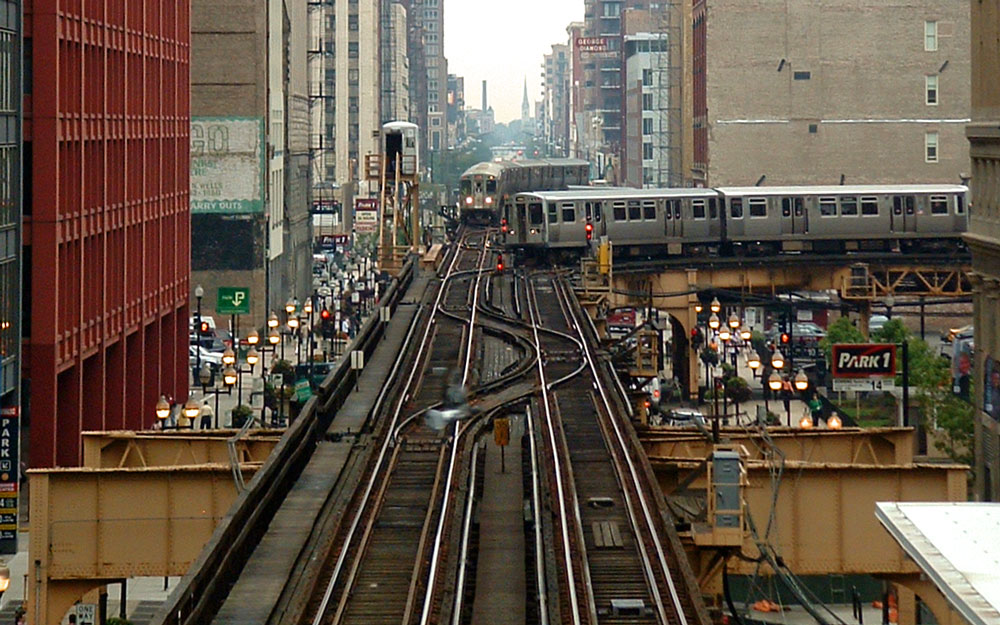
De loop bij Van Buren Street en Wabash Avenue
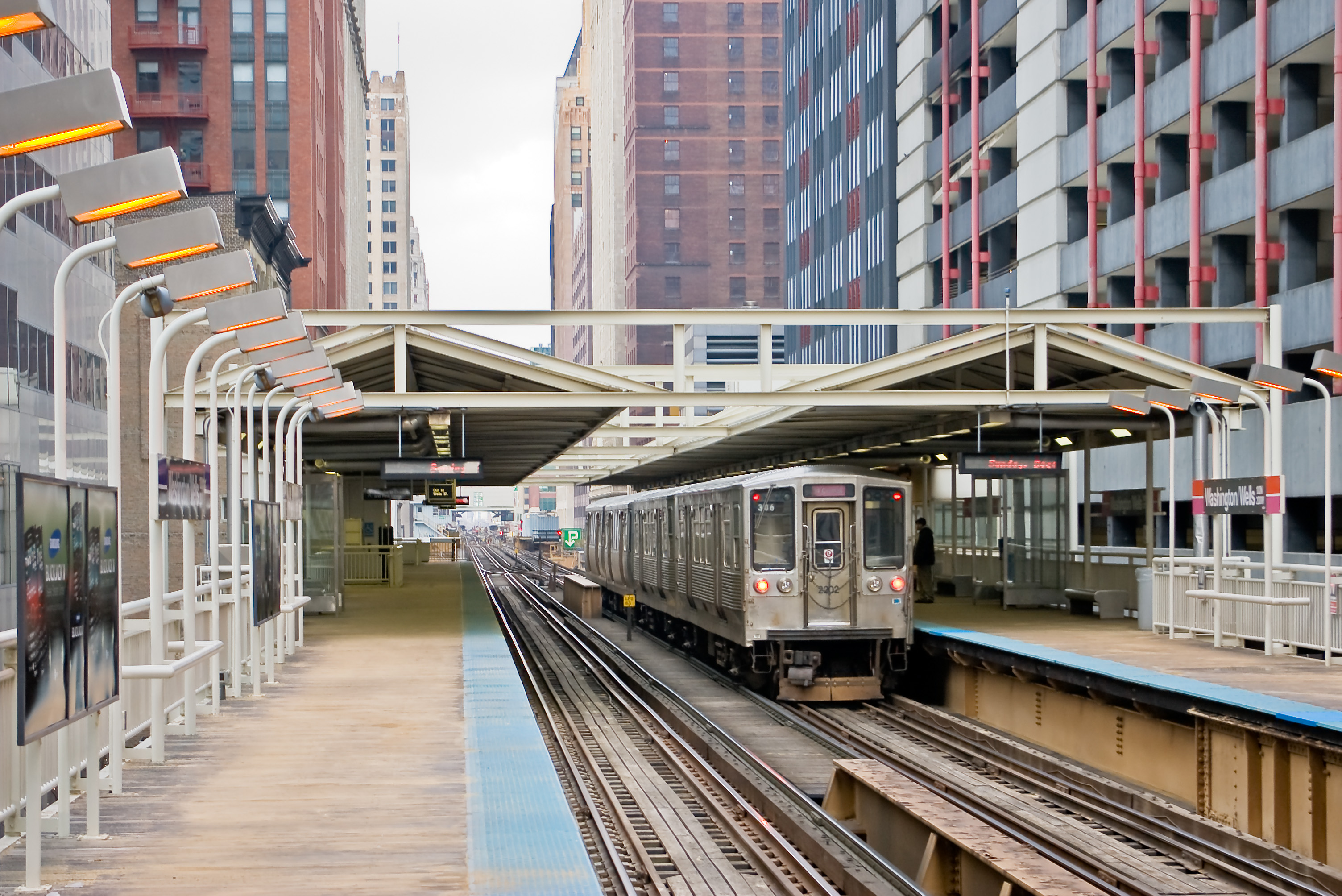
Station Washington/Wells
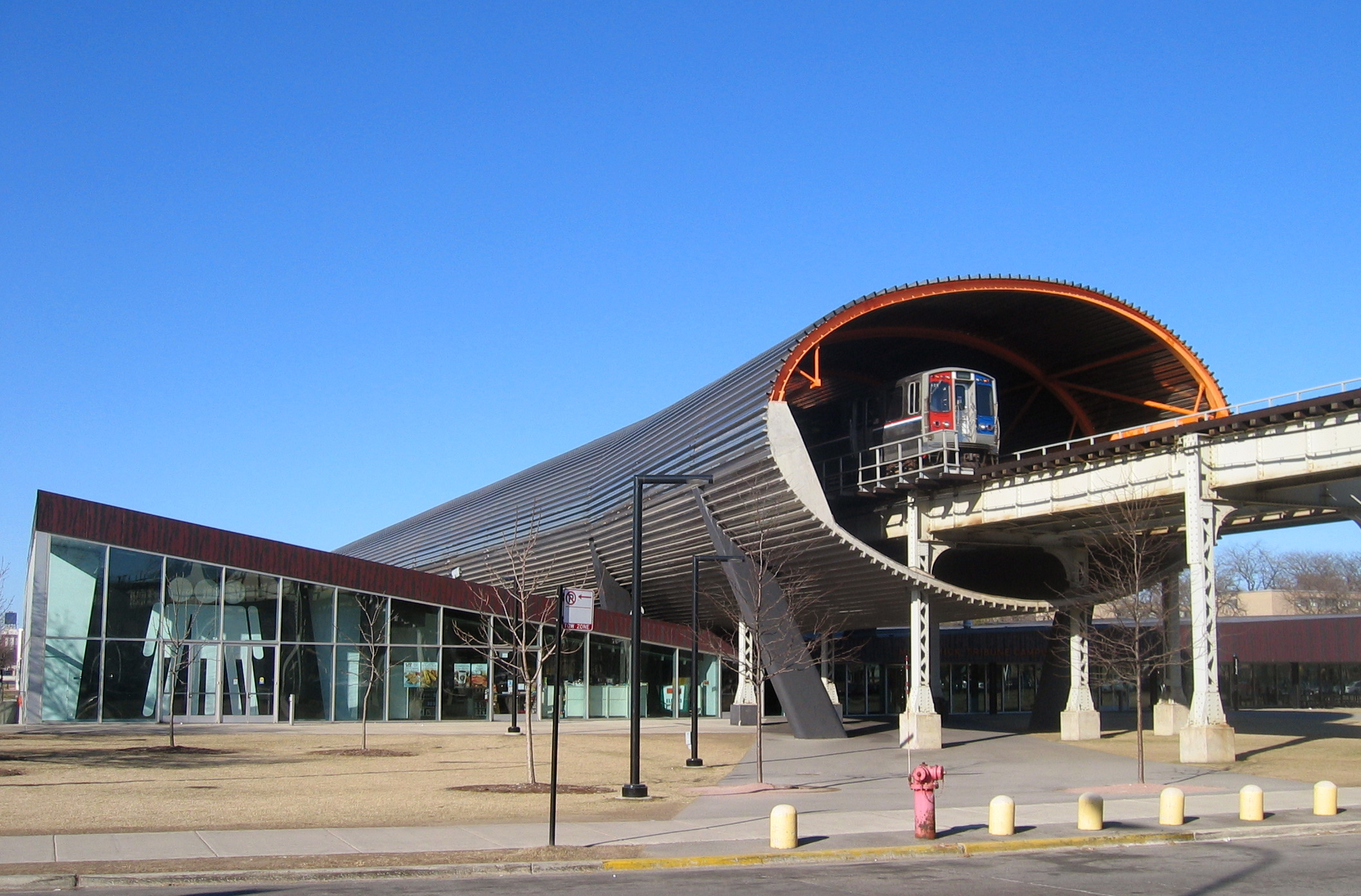
Het MTCC-gebouw van het Illinois Tech instituut, van Rem Koolhaas

### New York
De Ninth Avenue Line, ook wel de Ninth Avenue Elevated genoemd, was de eerste verhoogde spoorlijn in New York. De lijn werd geopend in 1868 als de West Side and Yonkers Patent Railway.
Later werden ook verhoogde spoorlijnen aangelegd boven Lexington Avenue, Myrtle Avenue, Third Avenue, Fifth Avenue, Fulton Street en Broadway.
Een aantal van deze lijnen deelden hun sporen met de metro van New York, sommige treinen reden zelfs door tot in de ondergrondse tunnels. Uiteindelijk werden de verhoogde lijnen een integraal onderdeel van de metro van New York.

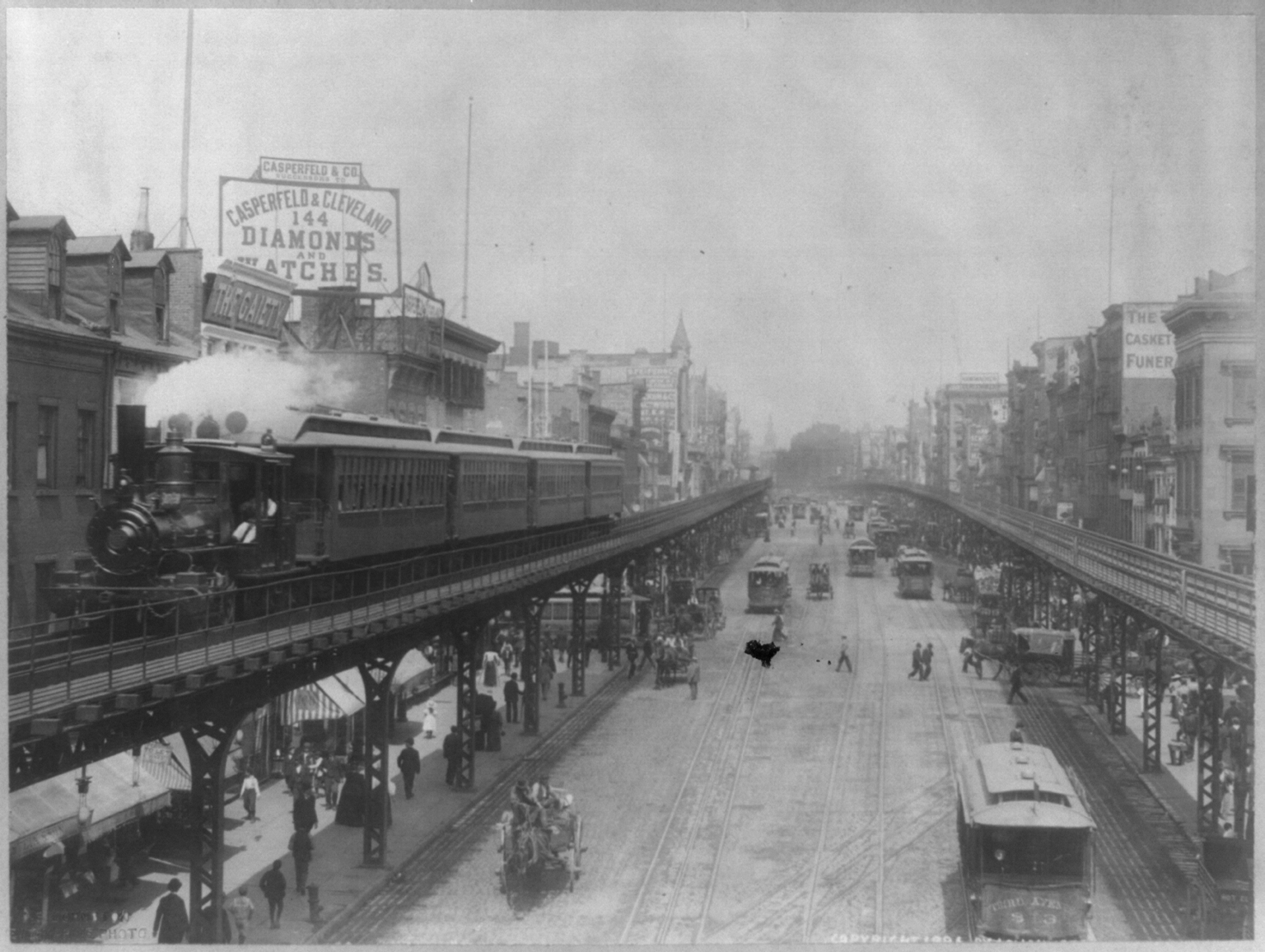
Bowery Elevated Railroad
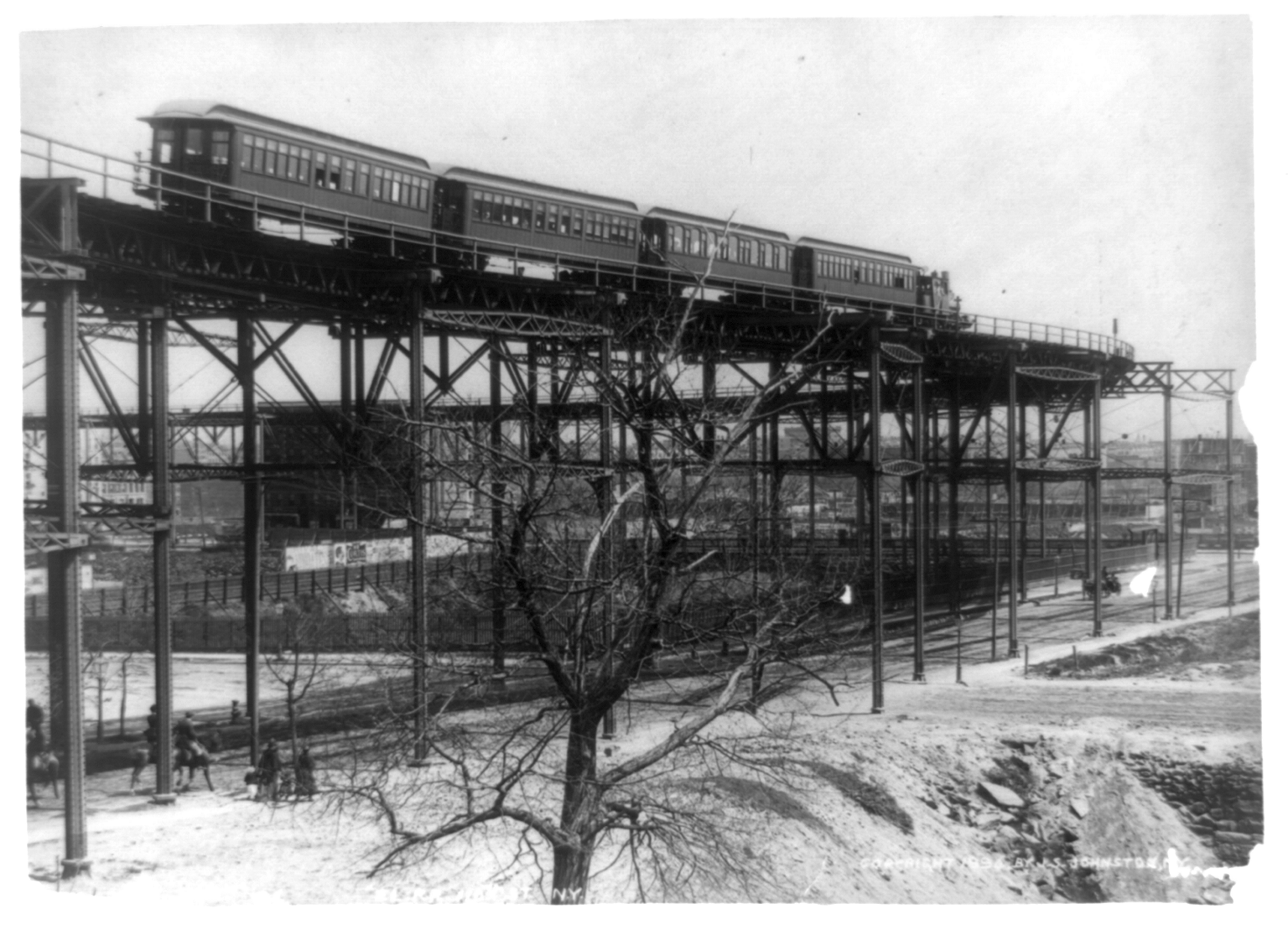
De zelfmoordbocht bij 110th street
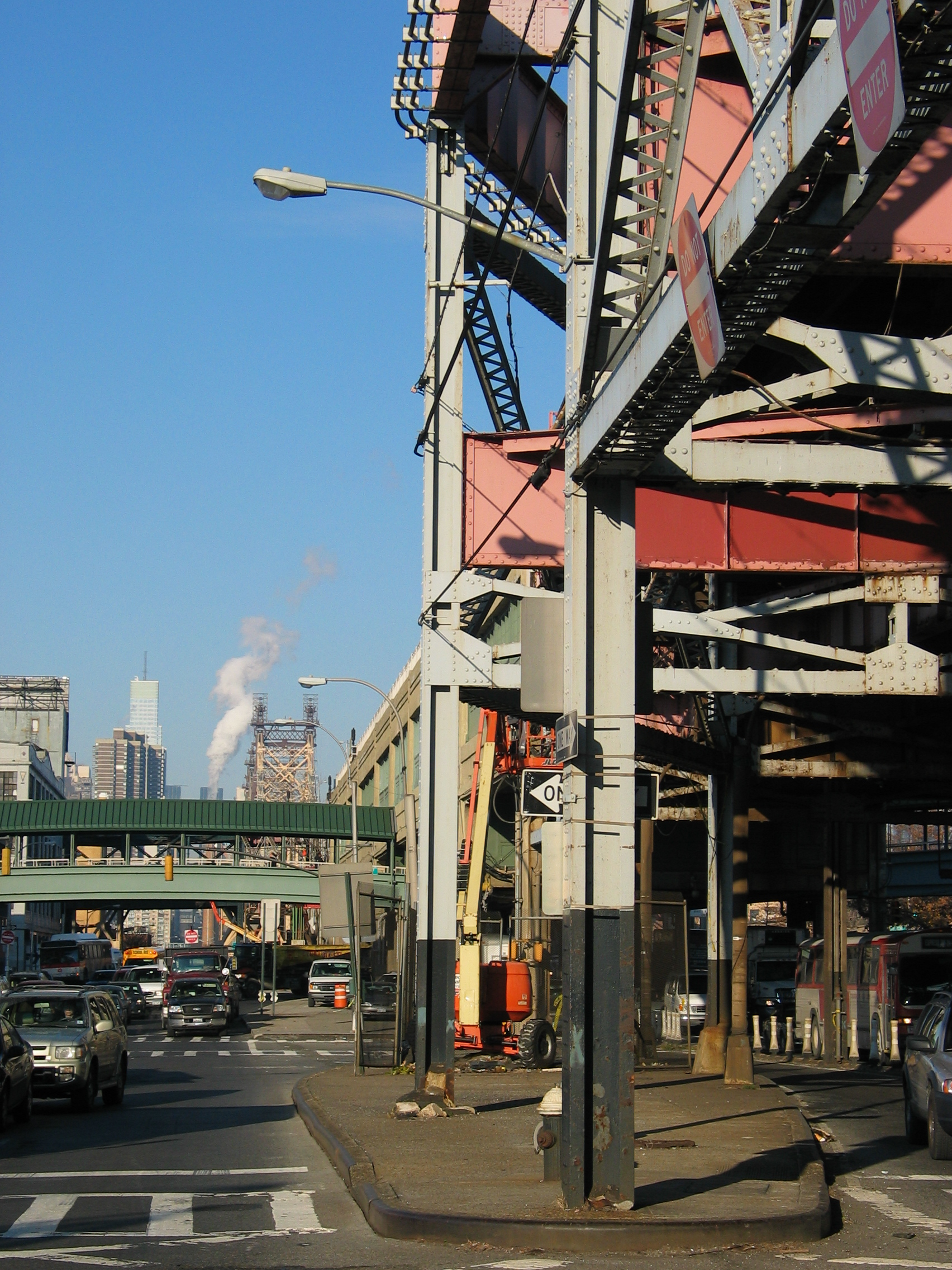
Staiton Queensboro Plaza
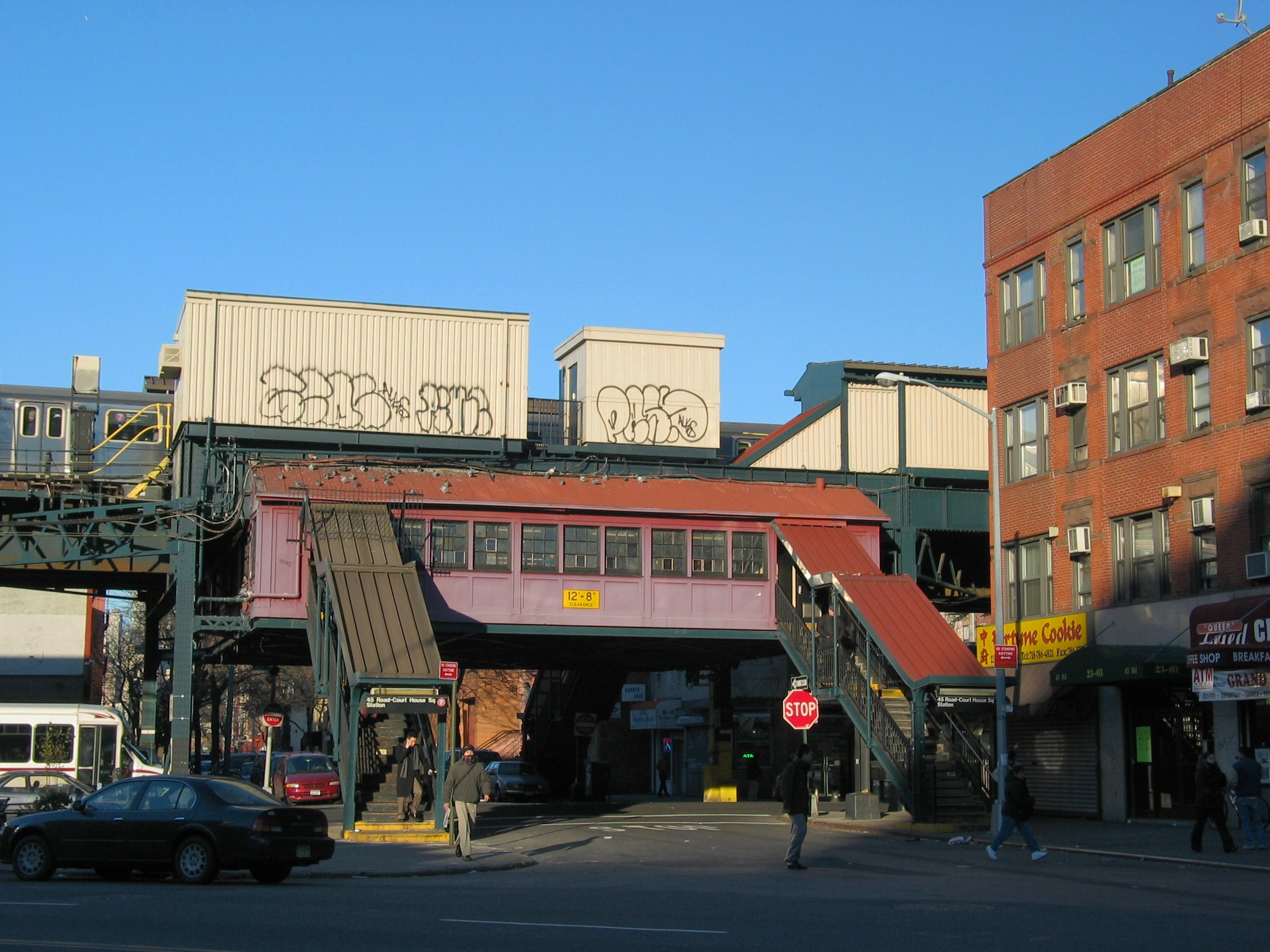
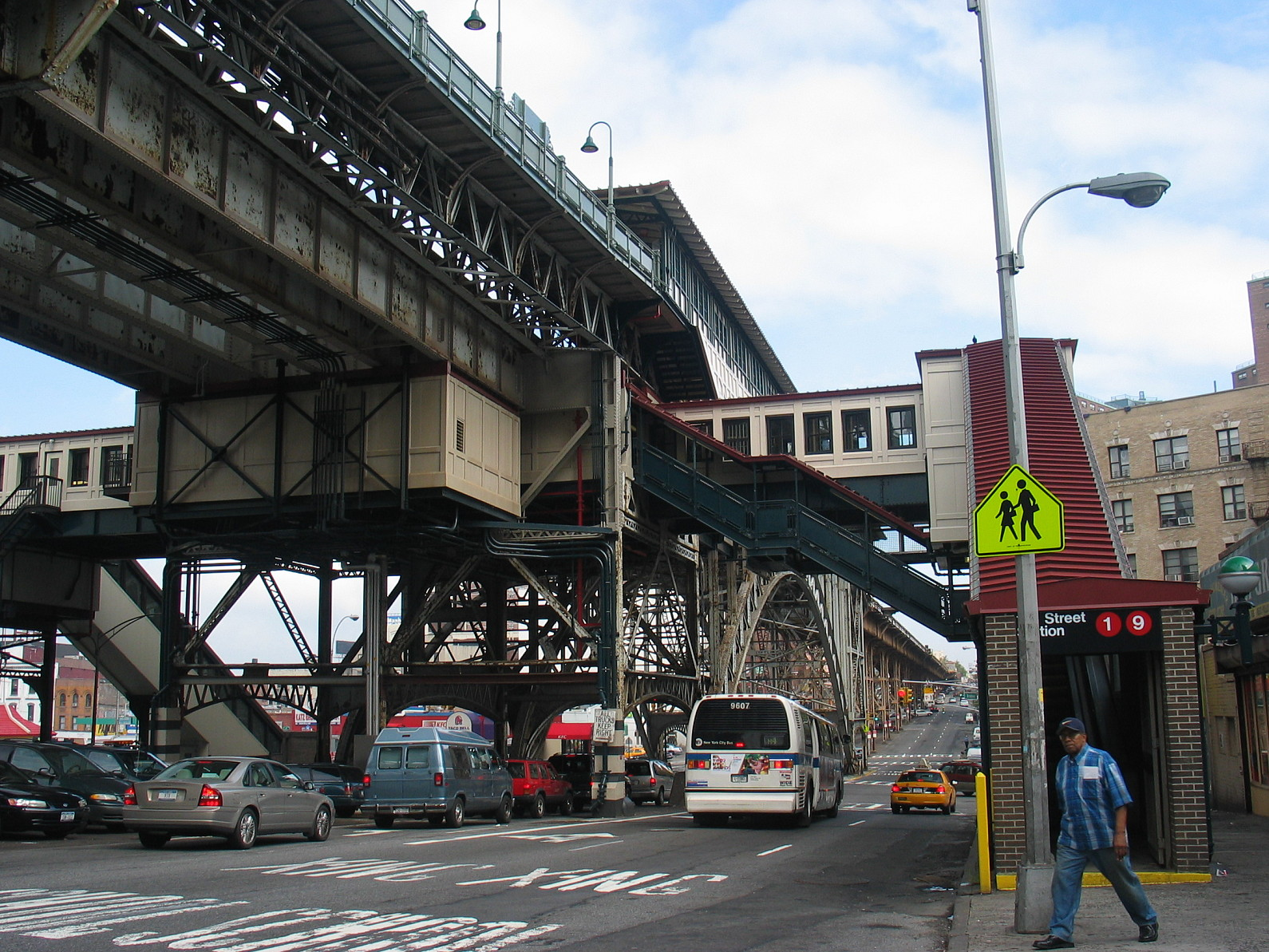
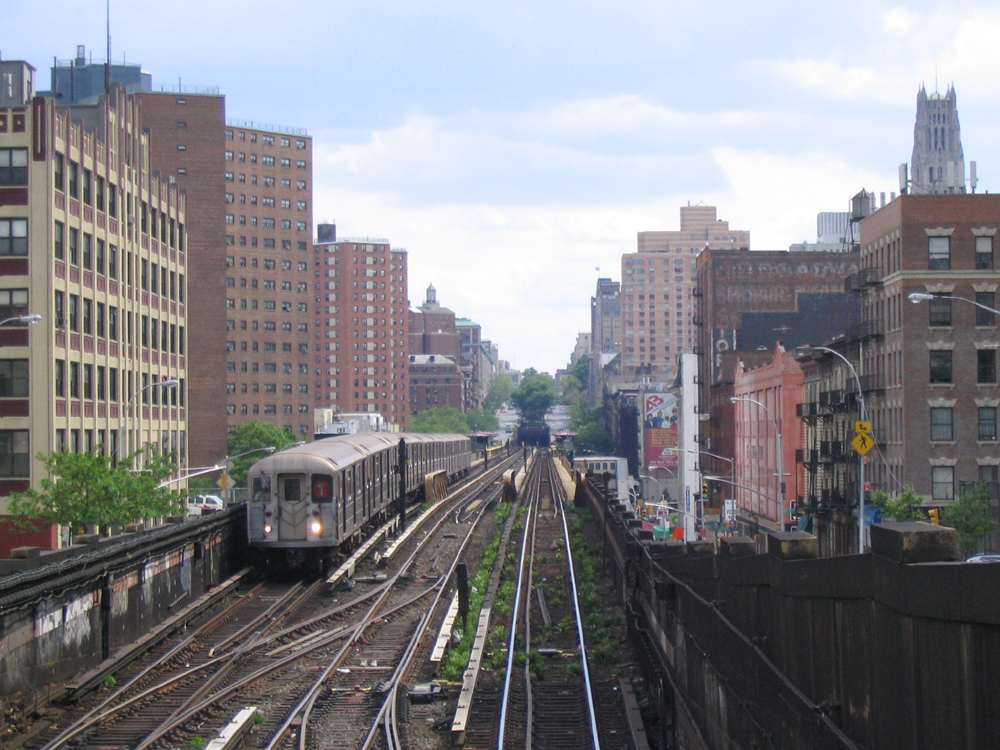